# Playa de Los Cristales
La playa de Los Cristales, conocida también como playa de El Bigaral, se sitúa en la localidad de Antromero, parroquia de Bocines, concejo de Gozón, comunidad autónoma del Principado de Asturias, España, es una playa de la costa central que no presenta protección medioambiental de ningún tipo.

## Descripción
Tiene forma de concha y debe su nombre de “Los Cristales” a que durante bastante tiempo una industria (fábrica de vidrio) tiraba en ella los desechos de vidrio, que fueron fragmentados y erosionados por el efecto del oleaje y las mareas, dando lugar a un aspecto del lecho  arenoso cristalino.
Actualmente ya no se ven cristales en esta playa; han desaparecido.

Mientras que el nombre de “El bigaral” se debe a la abundante presencia de bígaros en la zona. Muy cerca puede verse los restos de la maquinaria que se utilizaba antiguamente para la extracción del ocle.
En cuanto a servicios carece de cualquier tipo de servicio.